# Hymenophyllum pallidum
Hymenophyllum pallidum är en hinnbräkenväxtart som först beskrevs av Bl., och fick sitt nu gällande namn av Ebihara och K. Iwats. Hymenophyllum pallidum ingår i släktet Hymenophyllum och familjen Hymenophyllaceae. Inga underarter finns listade.